# Guillermo Arellano
Guillermo Arellano Moraga (* 21. August 1908 in Santiago; † 16. Februar 1999) war ein chilenischer Fußballspieler.

## Verein
Guillermo Arellano, jüngster Bruder von David Arellano (1902–1927) und Francisco Arellano (1908–1976), stand mindestens 1930 im Kader des chilenischen Vereins Colo-Colo.

## Nationalmannschaft
Arellano, der auf der Position des Stürmers spielte, war Mitglied der Nationalmannschaft seines Heimatlandes und nahm mit ihr an der ersten Fußball-Weltmeisterschaft 1930 teil. Dort feierte er sein Länderspieldebüt am 22. Juli 1930 im Spiel gegen Argentinien. Einen weiteren Nationalelfeinsatz konnte er nicht verbuchen.

## Sonstiges
Seine letzte Ruhestätte fand er, ebenso wie auch seine beiden Brüder, Horacio Muñoz, Guillermo Saavedra, Víctor Morales und andere Größen des Vereins, im Mausoleo Viejos Cracks Colo Colo auf dem Cementerio General.